# Gastrotheca psychrophila
Espèce
Statut de conservation UICN

 EN B1ab(iii) : En danger
Gastrotheca psychrophila est une espèce d'amphibiens de la famille des Hemiphractidae.

## Répartition
Cette espèce est endémique d'Équateur. Elle se rencontre entre les provinces de Loja et de Zamora-Chinchipe de 2 750 à 2 850 m d'altitude dans l'Abra de Zamora.

## Description
La femelle holotype mesure 61 mm et le mâle 51,5 mm.

## Publication originale
- Duellman, 1974 : A systematic review of the marsupial frogs (Hylidae: Gastrotheca) of the Andes of Ecuador. Occasional Papers of the Museum of Natural History, University of Kansas, no 22, p. 1-27 (texte intégral).